# Haas (família de foguetes)

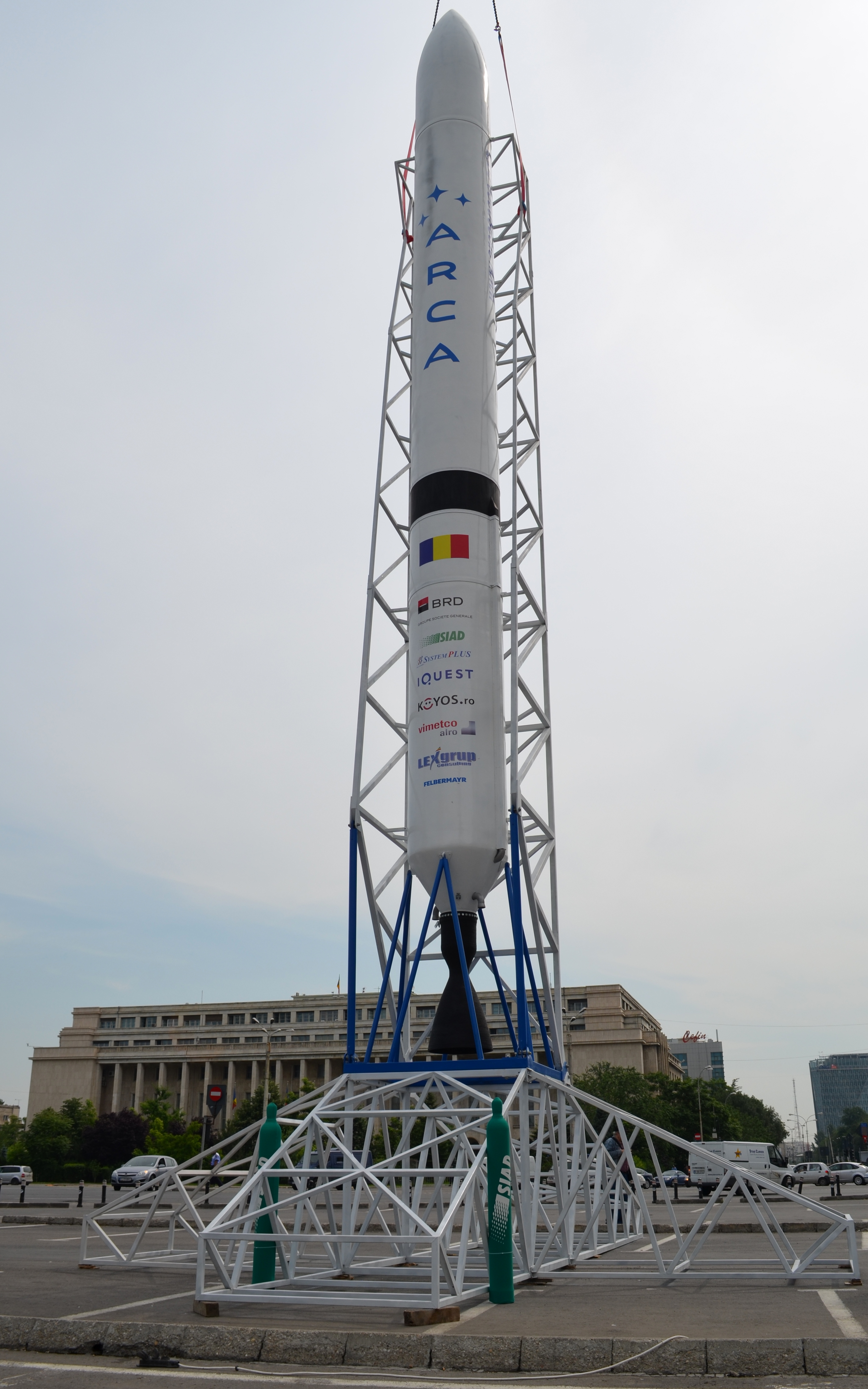
Modelo do foguete Haas 2c.

Haas é a designação de uma família de foguetes lançadores Romenos, desenvolvidos pela ARCA, inicialmente para o Google Lunar X Prize, e na sequencia para o programa espacial tripulado Romeno.
O nome é em homenagem a Conrad Haas, um pioneiro na ciência de foguetes Austro-húngaro, o primeiro a propor a ideia de um foguete multi estágios.

## Modelos

Série de foguetes Haas

- Haas
- Haas 2
- Haas 2b
- Haas 2c
- Super Haas